# Vlajka Nižněnovgorodské oblasti

Vlajka Nižněnovgorodské oblasti
Poměr stran: 2:3

Vlajka Nižněnovgorodské oblasti, jedné z oblastí Ruské federace, je tvořena bílým listem o poměru stran 2:3 se znakem oblasti ve středu vlajky. Šířka znaku je rovná ⅖ délky listu.
Bílá barva vlajky odpovídá statutu oblasti. Symbolika znaku: jelen je spojován s kultem tohoto zvířete vyznávaným národy Povolží, historická ruská koruna představuje jednotu státu a zlaté, dubové ratolesti jsou tradičním prvkem guberniálních znaků a symbolizují státní moc a odolnost.
Ani znak, ani vlajka nebyly zaneseny do Státního registru Ruské federace.

## Historie
Nižněnovgorodská oblast vznikla 14. ledna 1929. Již 15. července 1929 byla přejmenována na Nižněgorodský kraj (kdy byla připojena Čuvašská ASSR, Votská AO a Marijská AO) a 7. října 1932 na Gorkovský kraj. 5. prosince byly z kraje vyčleněny Čuvašská ASSR a Marijská ASSR a z kraje se stala Gorkovská oblast. Po rozpad SSSR byl 22. října 1990 oblasti navrácen původní název.
Zákon č. 42. Z „O znaku Nižněnovgorodské oblasti” nabyl účinnosti 18. září 1996. Zákon o vlajce oblasti s tímto znakem byl však schválen až 28. dubna 2005, usnesením č. 1418-III oblastního zákonodárného shromáždění. Zákon podepsal 11. května 2005 gubernátor Genadij Maximovič Chodyrev, zákon obdržel registrační číslo 47-Z a vstoupil v platnost 14. května 2005 po uveřejnění v novinách Nižegorodskije novosti č. 85.

## Vlajky okruhů a rajónů Nižněnovgorodské oblasti
Nižněnovgorodská oblast se od 1. ledna 2016 člení na 15 městských okruhů a 36 rajónů.
Městské okruhy

Nižnij Novgorod Poměr stran: 2:3
Arzamas Poměr stran: 2:3
Bor Poměr stran: 2:3
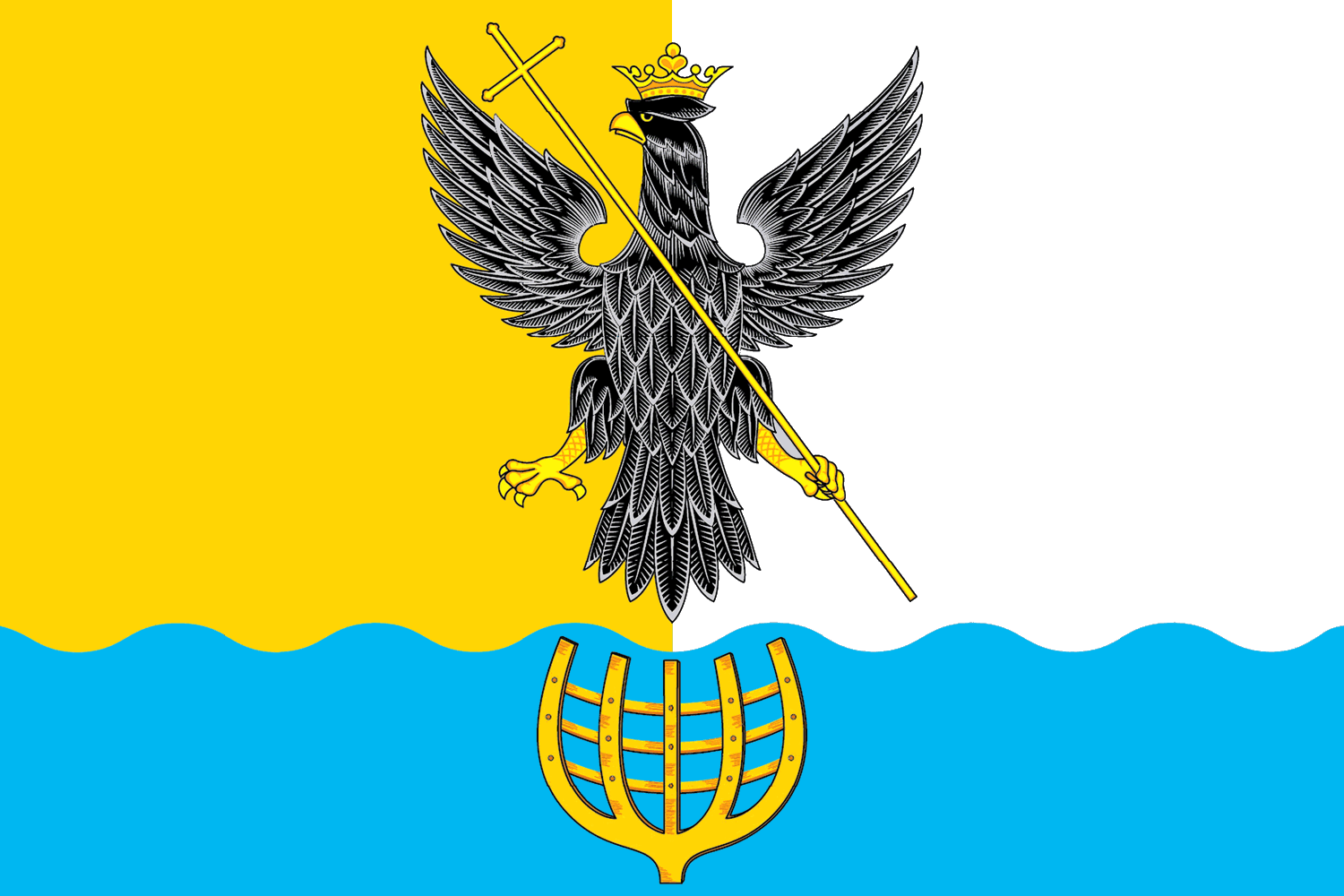
Vorotynský rajón Poměr stran: 2:3
Vyksa Poměr stran: 2:3
Dzeržinsk Poměr stran: 2:3
Kulebaki Poměr stran: 2:3
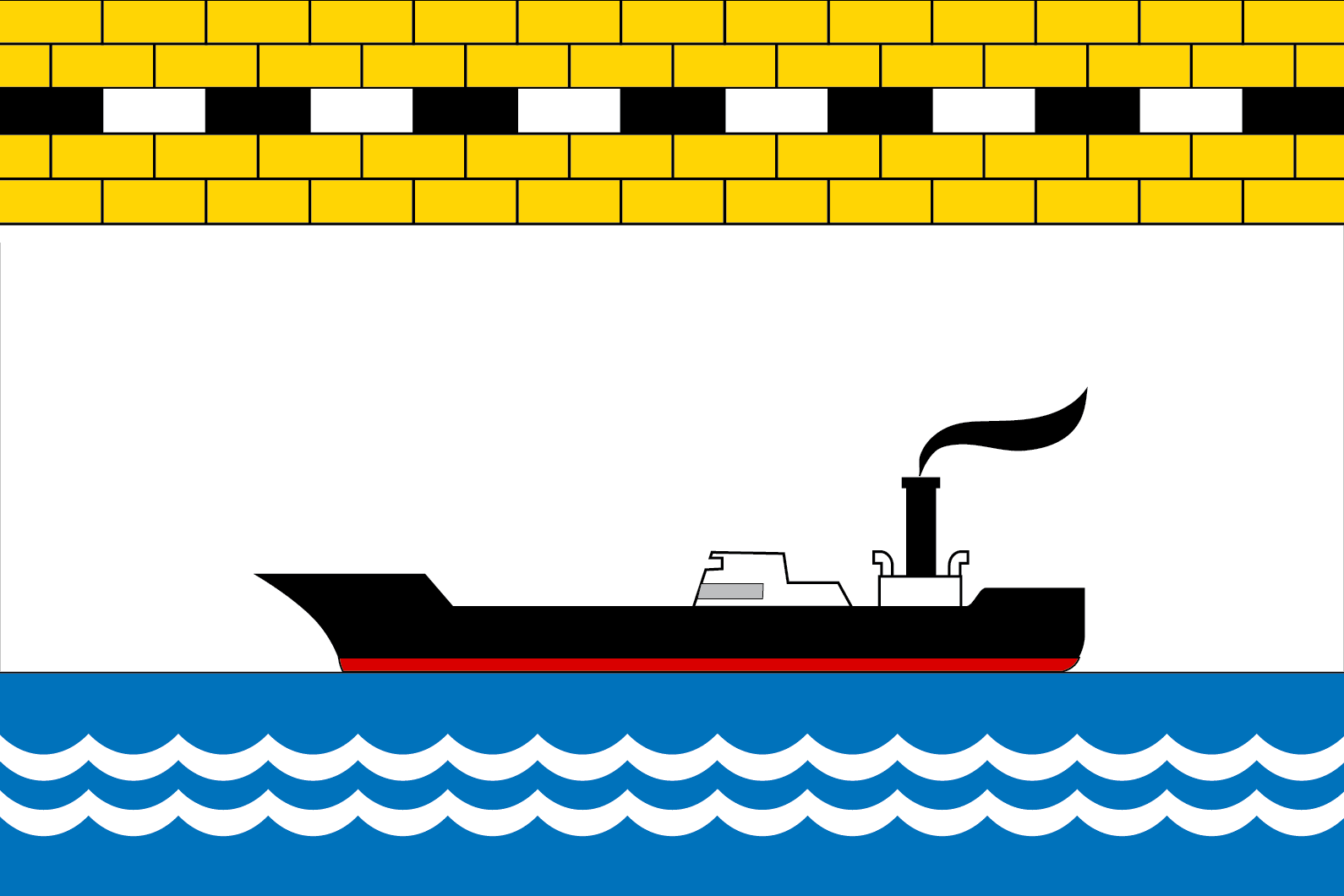
Navašino Poměr stran: 2:3
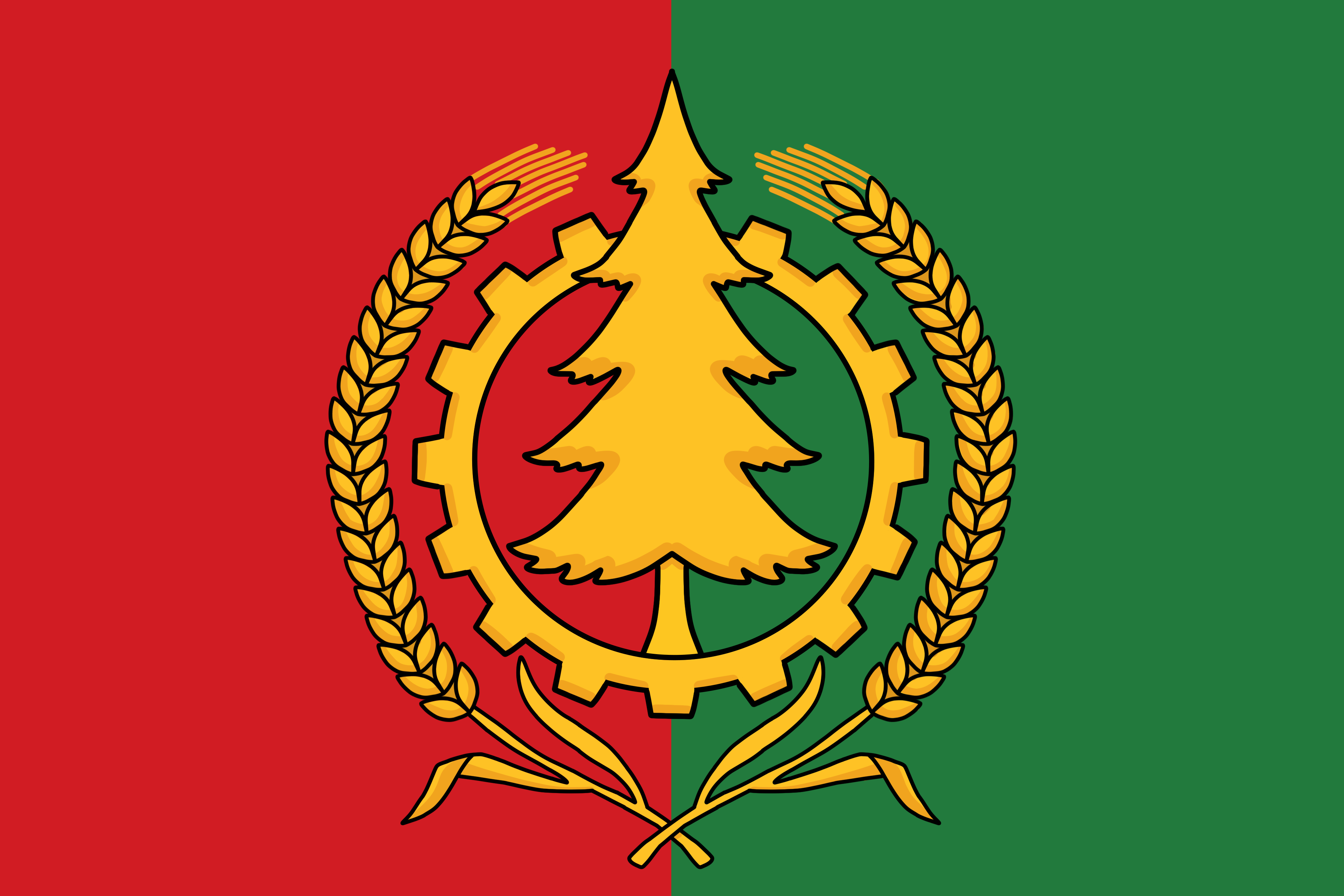
Pervomajsk Poměr stran: 2:3
Perevoz Poměr stran: 2:3
Sarov (Uzavřené město) Poměr stran: 2:3
Semjonov Poměr stran: 2:3
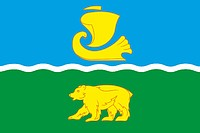
Sokolský městský okruh Poměr stran: 2:3
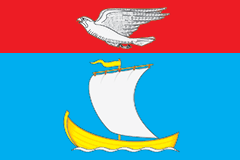
Čkalovsk Poměr stran: 2:3
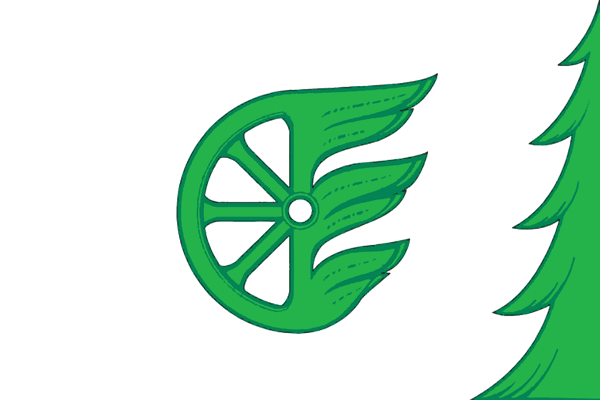
Šachunja Poměr stran: 2:3

Rajóny

Ardatovský rajón Poměr stran: 2:3
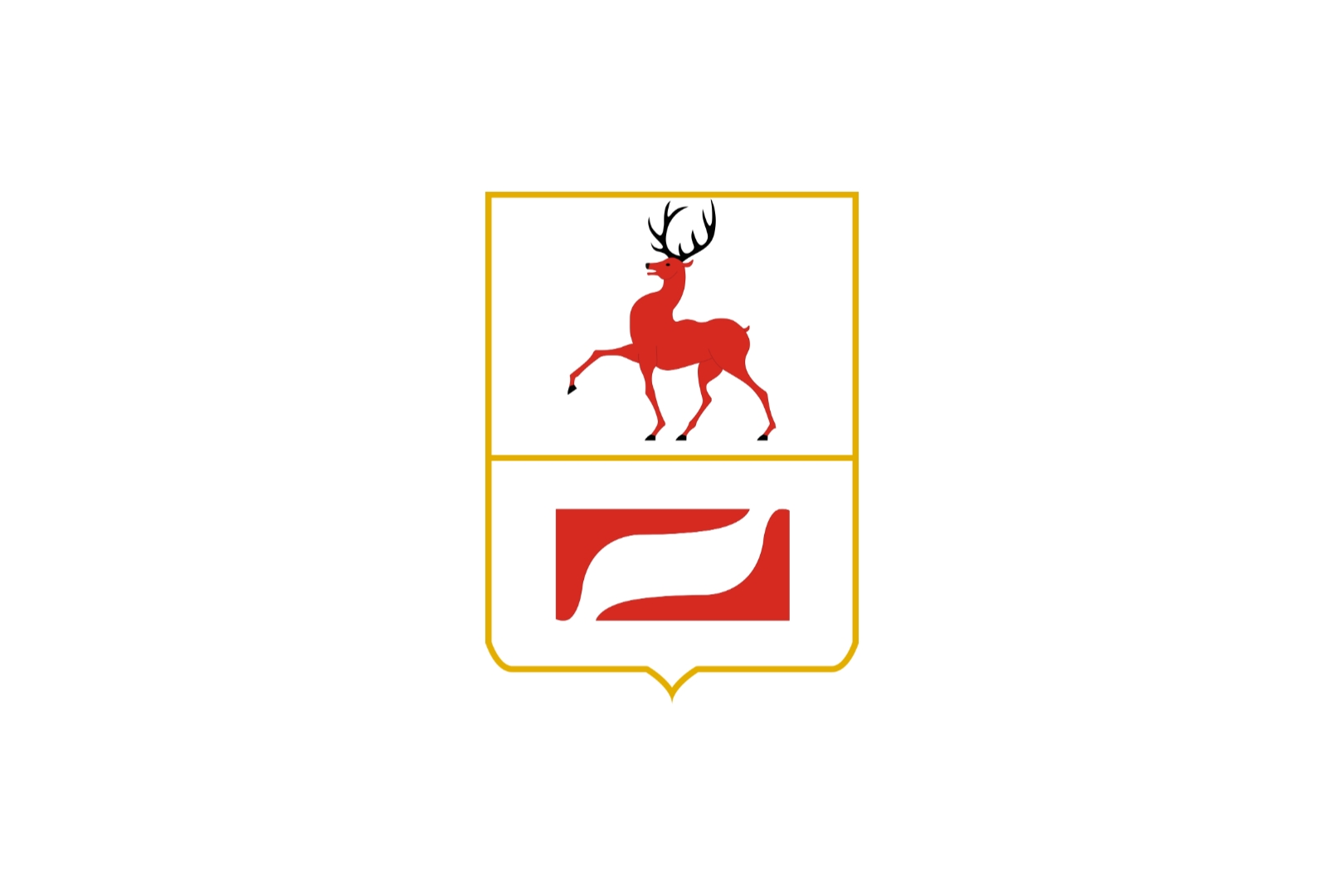
Balachninský rajón Poměr stran: 2:3
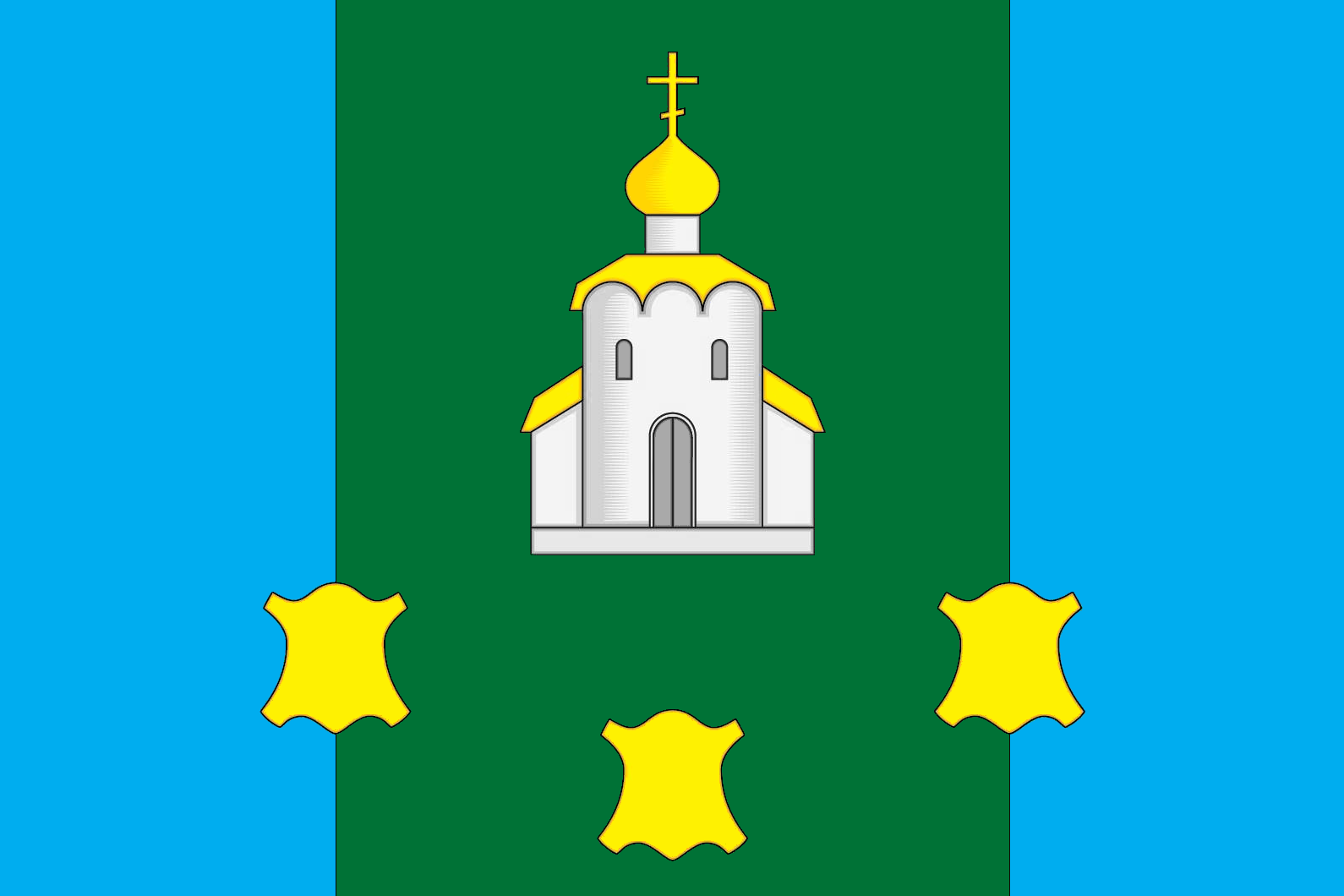
Bogorodský rajón Poměr stran: 2:3
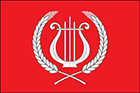
Bolšeboldinský rajón Poměr stran: 2:3
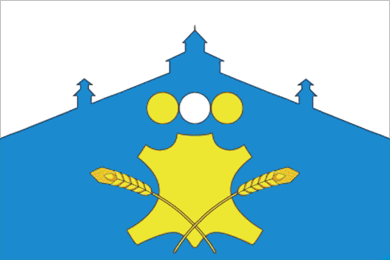
Bolšemuraškinský rajón Poměr stran: 2:3
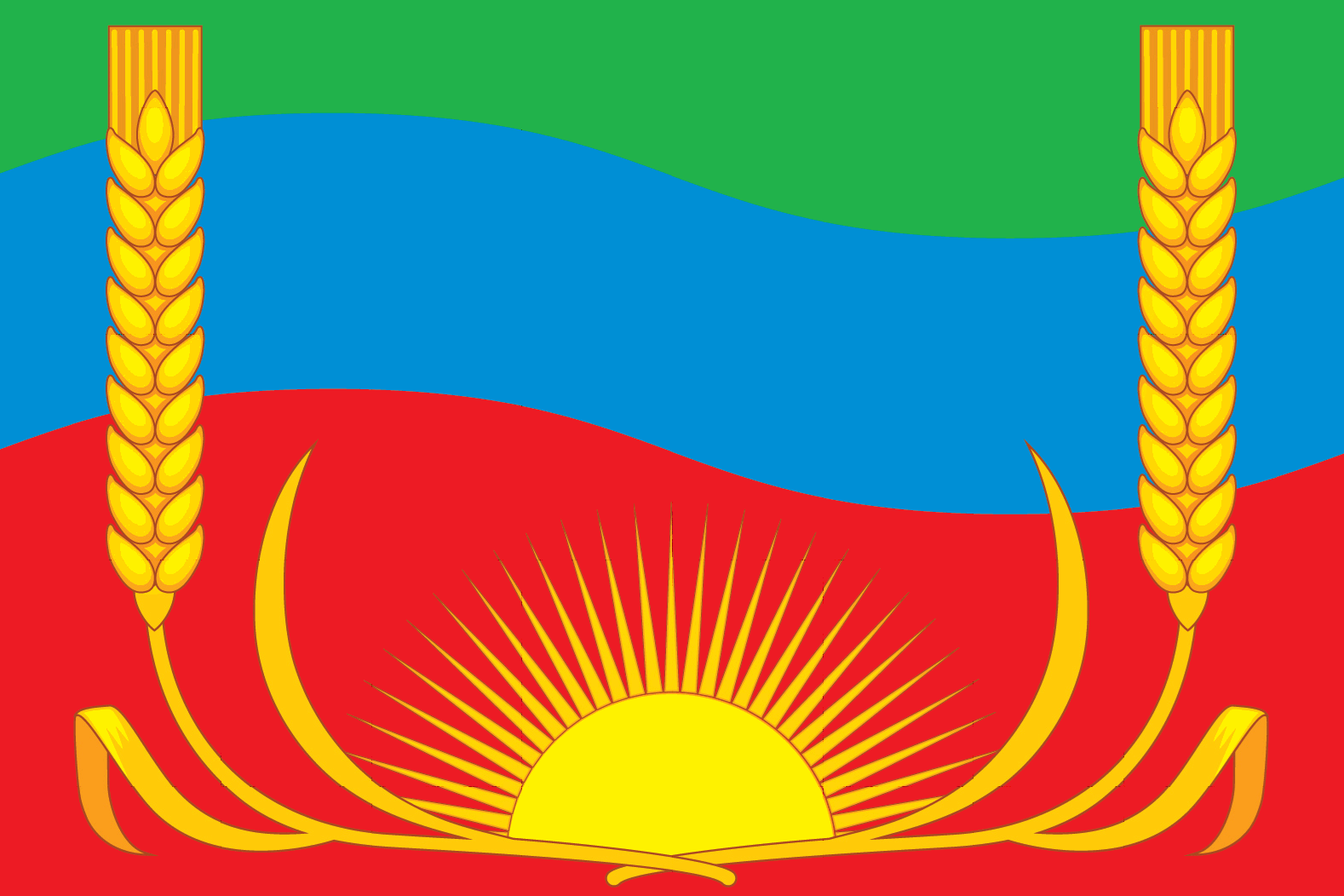
Buturlinský rajón Poměr stran: 2:3
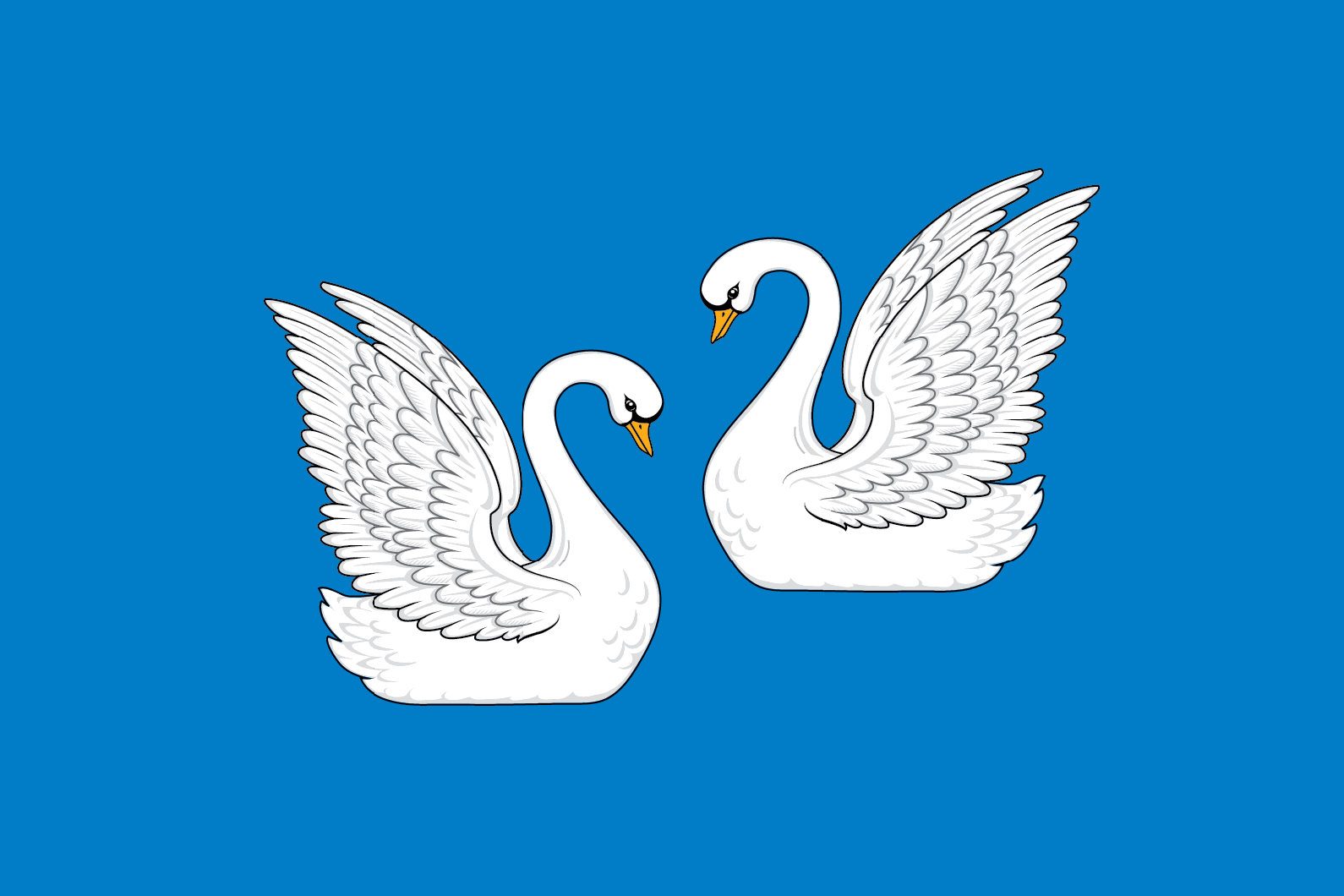
Vadský rajón Poměr stran: 2:3
Varnavinský rajón Poměr stran: 2:3
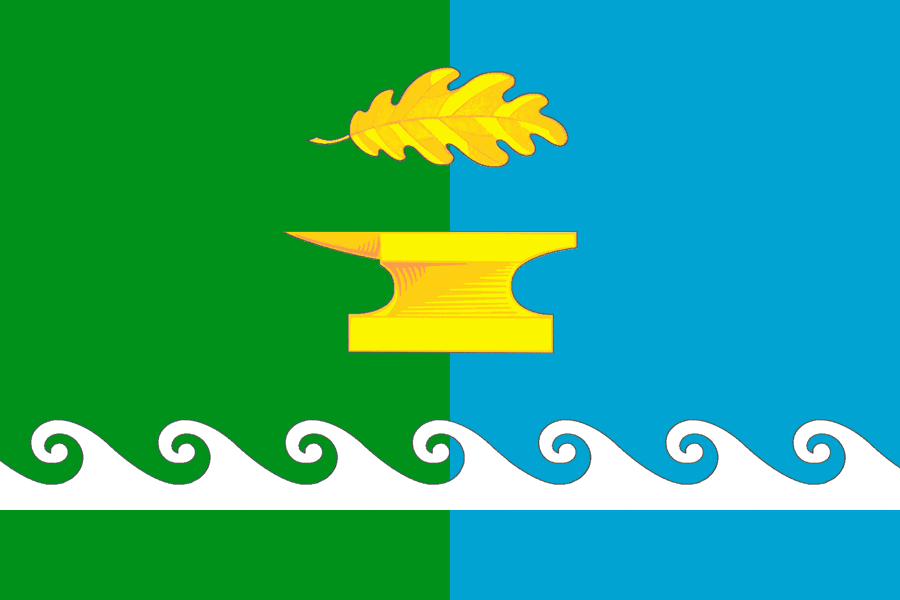
Vačský rajón Poměr stran: 2:3
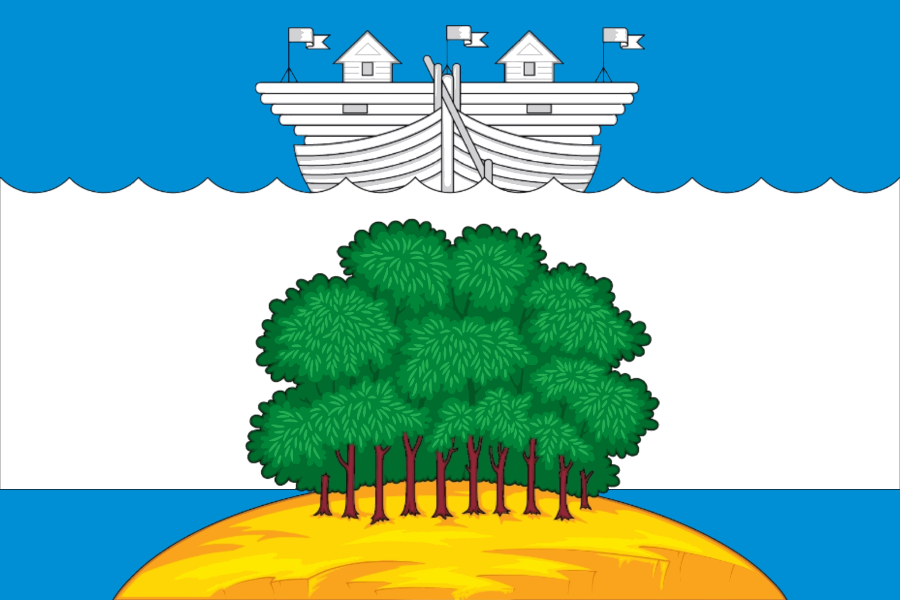
Vetlužský rajón Poměr stran: 2:3
Vozněsenský rajón Poměr stran: 2:3
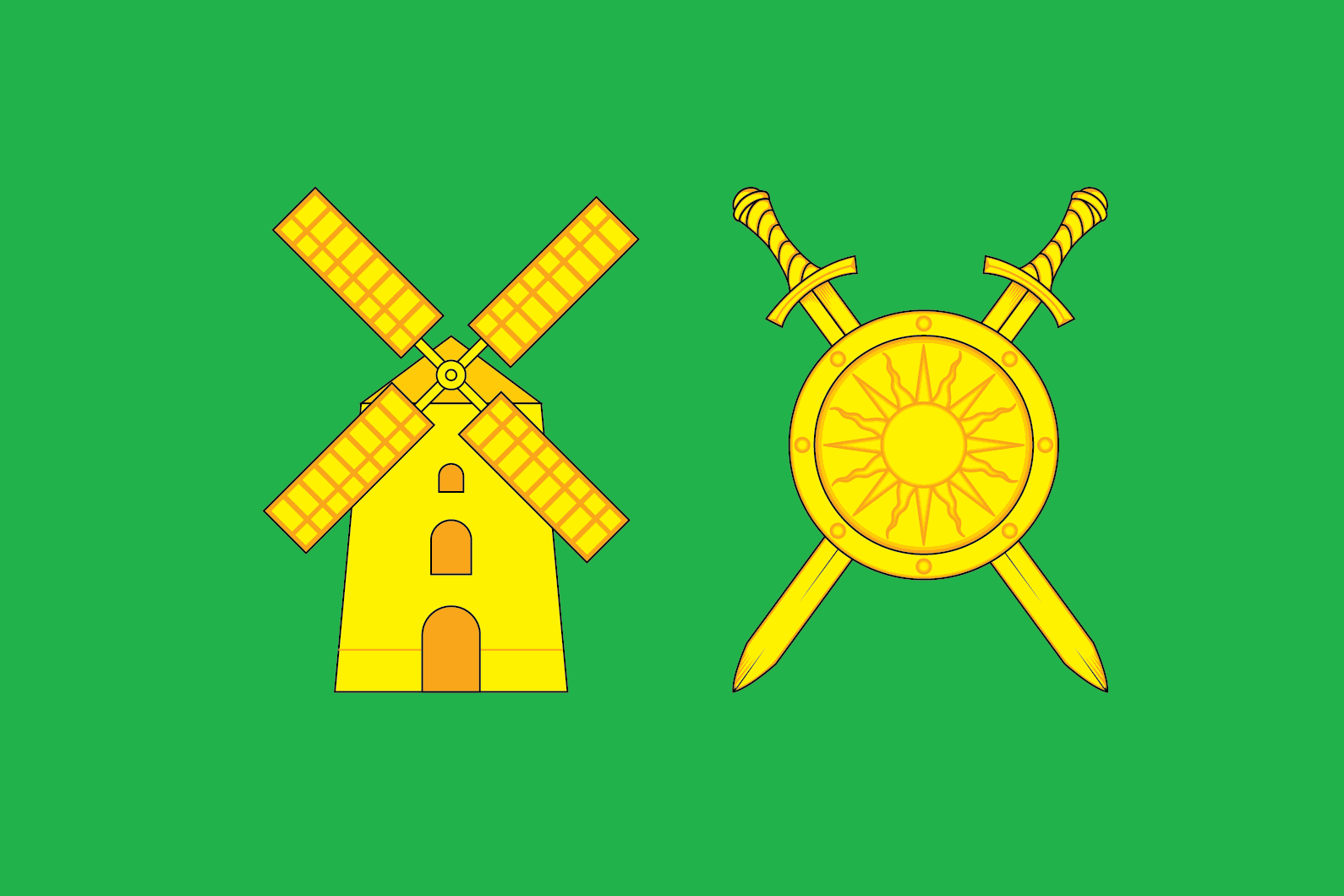
Volodarský rajón Poměr stran: 2:3
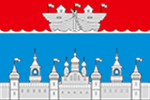
Voskreseňský rajón Poměr stran: 2:3
Gaginský rajón Poměr stran: 2:3
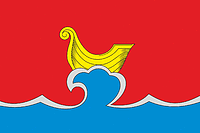
Gorodětský rajón Poměr stran: 2:3
Dalněkonstantinovský rajón Poměr stran: 2:3
Divejevský rajón Poměr stran: 2:3
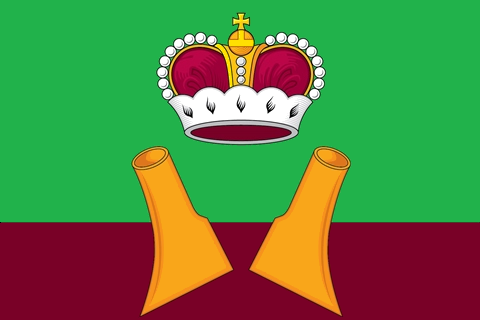
Knjagininský rajón Poměr stran: 2:3
Koverninský rajón Poměr stran: 2:3
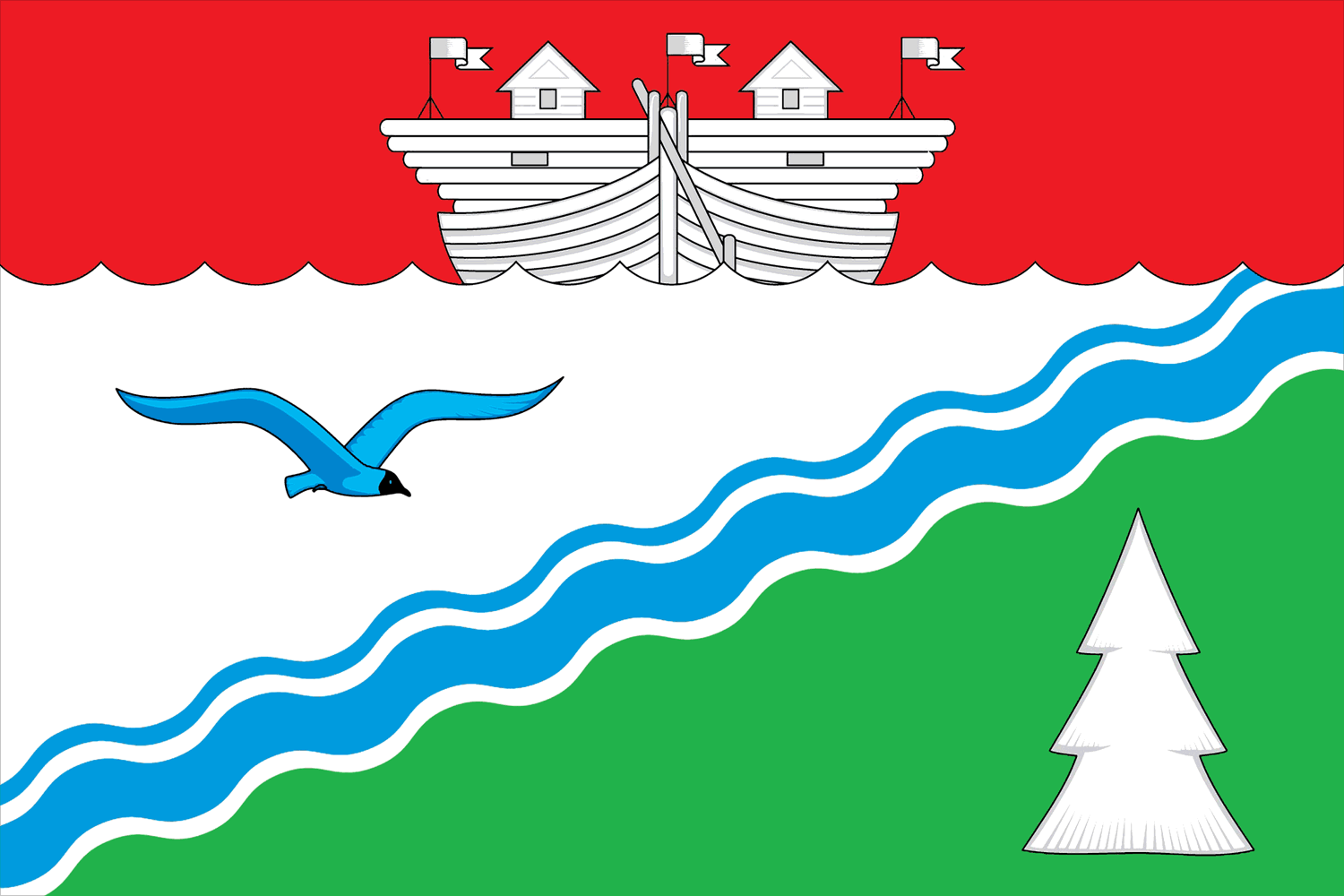
Krasnobakovský rajón Poměr stran: 2:3
Krasnooktjabrský rajón Poměr stran: 2:3
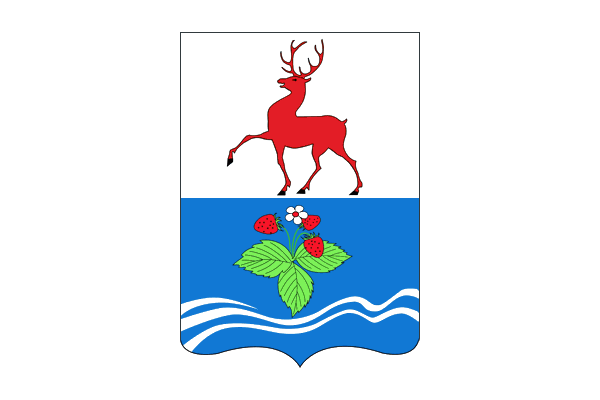
Kstovský rajón Poměr stran: 2:3
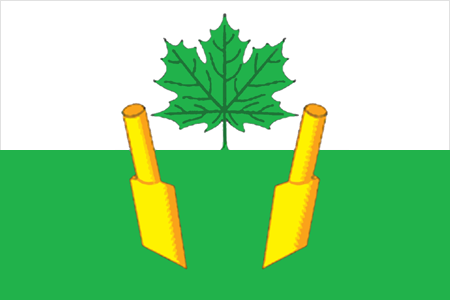
Lukojanovský rajón Poměr stran: 2:3
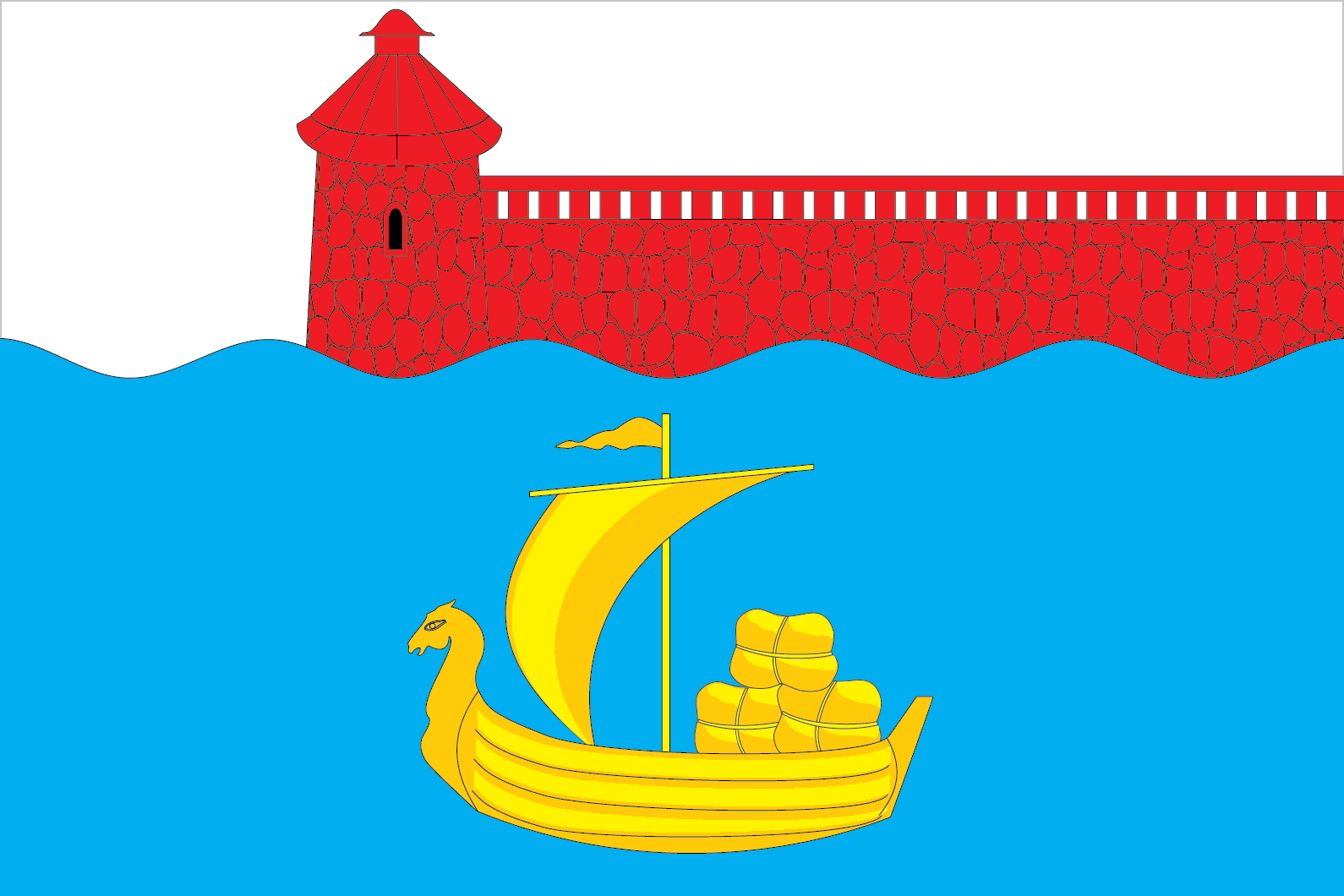
Lyskovský rajón Poměr stran: 2:3
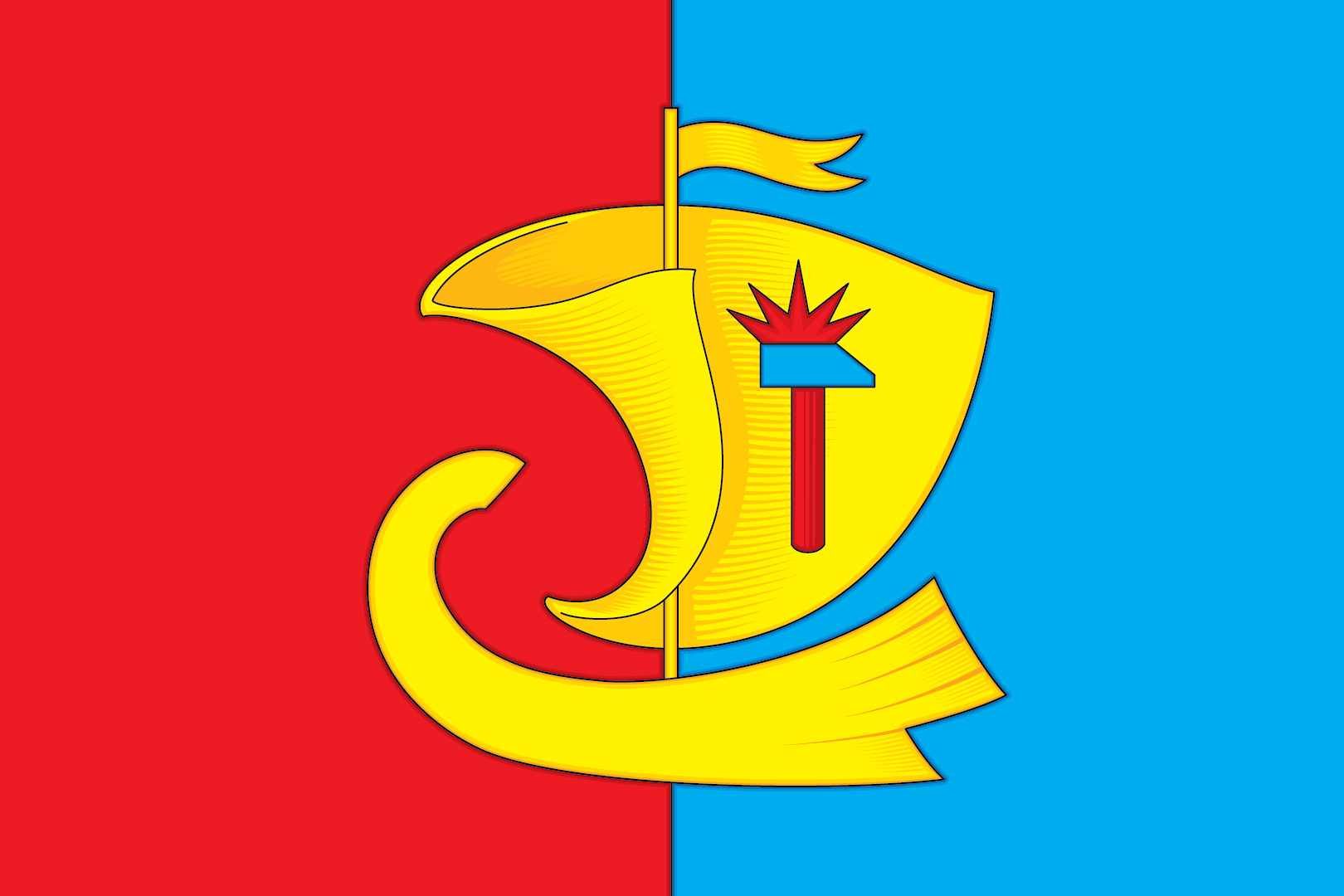
Pavlovský rajón Poměr stran: 2:3
Pilninský rajón Poměr stran: 2:3
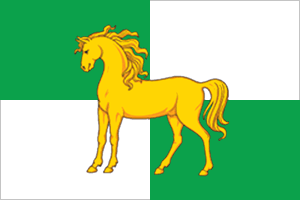
Počinkovský rajón Poměr stran: 2:3
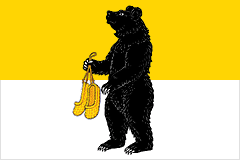
Sergačský rajón Poměr stran: 2:3
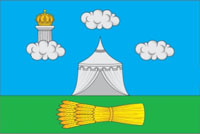
Sečenovský rajón Poměr stran: 2:3
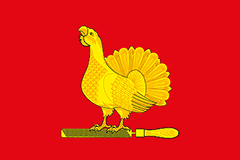
Sosnovský rajón Poměr stran: 2:3
Spasský rajón Poměr stran: 2:3
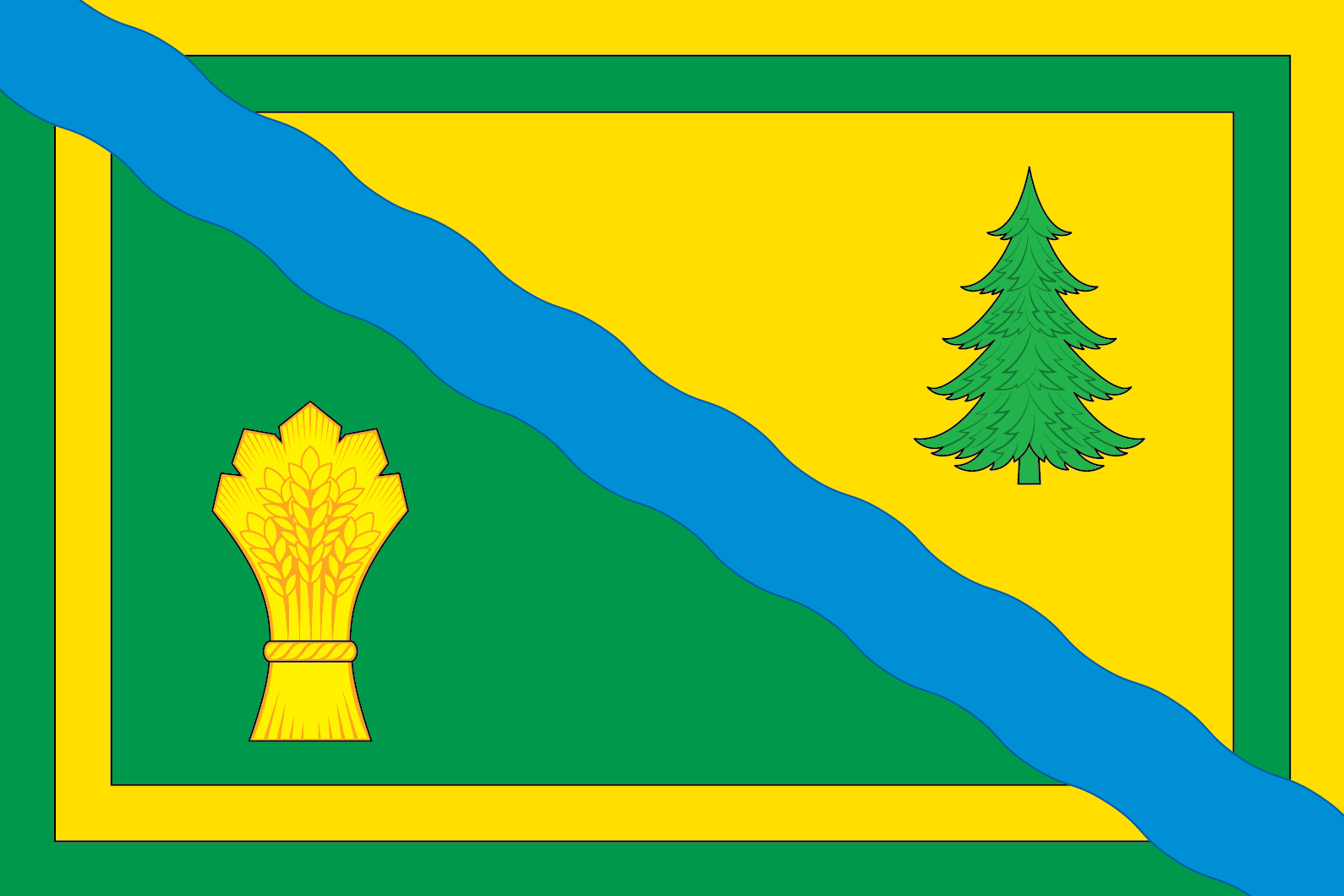
Tonkinský rajón Poměr stran: 2:3
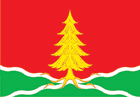
Tonšajevský rajón Poměr stran: 2:3
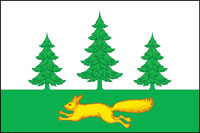
Urenský rajón Poměr stran: 2:3
Šarangaký rajón Poměr stran: 2:3
Šatkovský rajón Poměr stran: 2:3